# Prix international de poésie Argana
Le prix international de poésie Argana est un prix d'appréciation littéraire et culturel décerné, chaque année depuis 2002, par la Maison de la poésie au Maroc en coopération avec la Caisse de dépôt et de gestion aux poètes arabes et étrangers pour leurs œuvres générales et littéraires et leurs contributions intellectuelles et le ministère de la Culture du Maroc.
Le prix tire son nom de l'arganier qui se distingue par son huile et son fruit, qui pousse au Maroc et en Algérie. Les lauréats reçoivent un bouclier en bronze et un chèque de douze mille dollars.

## Objectifs du prix
- Hommage aux plumes les plus créatives et influentes du mouvement poétique arabe.
- Contribuer à encourager la poésie, surtout les éditions arabophones.

## Récipiendaires
| Année | Pays       | Poète             |
| ----- | ---------- | ----------------- |
| 2022  | Maroc      | Mohammed Achaari  |
| 2019  | États-Unis | Charles Simic     |
| 2018  | Liban      | Wadih Saadeh      |
| 2017  | Niger      | Mohammedin Khawad |
| 2016  | Maroc      | Mohamed Bentalha  |
| 2015  | Allemagne  | Volker Braun      |
| 2014  | Portugal   | Nuno Júdice       |
| 2013  | France     | Yves Bonnefoy     |
| 2012  | Espagne    | Antonio Gamoneda  |
| 2011  | États-Unis | Marilyn Hacker    |
| 2010  | Maroc      | Tahar Ben Jelloun |
| 2009  | Irak       | Saadi Youssef     |
| 2008  | Palestine  | Mahmoud Darwich   |
| 2004  | Maroc      | Mohamed Serghini  |
| 2002  | Chine      | Bei Dao           |